# 岩松満国
岩松 満国（いわまつ みつくに、生没年未詳）は、南北朝時代から室町時代初期の岩松氏の当主。岩松経家の子・泰家の嫡男。

## 人物
『系図纂要』の岩松氏系図の伝えるところによれば、次の通りである。建武2年（1335年）の中先代の乱で経家が戦死した時、その嫡男・泰家はまだ幼少であったため、岩松氏の家督はその叔父（経家の末子）である岩松直国が継承していたが、後に泰家が成長すると直国から本領を譲られたという。満国はその泰家の嫡男であったが、大叔父の直国には嗣子がなく、その遺領も併せて継承することとなった。
「満」の字は第2代鎌倉公方・足利氏満の偏諱と考えられており、その場合、氏満が公方であった期間（1367年～1398年）内に元服したということになるが、生誕年も含め、この頃の活動については不詳である。また、長男の満氏が早世したため、次男の満純が後継者となったが、実は養子で、族兄の新田義宗の落胤であると伝わる。満純の前半生もまた、満国同様に不詳の部分が多い。
応永23年（1416年）に満純は上杉禅秀の乱で、舅の上杉氏憲（禅秀）に味方し、第4代鎌倉公方・足利持氏の撃退に功績を誇った。しかし、翌応永24年（1417年）に持氏が足利義持の後援を受けて反撃すると、満純は新田荘に敗走した。満純は武蔵国入間川の戦いで、隣接する佐貫庄の国人領主・舞木持広の軍勢により大敗し、捕縛された。そして間もなく鎌倉の竜の口で処刑された。
満純の死後、満国が処罰されたかは不明だが、岩松氏は満純の領地を失い大打撃を受けたとみられる。応永26年（1419年）、満国は孫の持国（満純の弟満春の子）に家督を譲った。また領地を次子満長に与え、持国を満長の養子にして領地の継承を図った。
満純の子・家純は出家して幕府方の追及を逃れ、のちに足利義教の後押しで還俗した。持国が義教と対立した持氏方だったため、岩松氏を将軍方にする役目があった。こうして、岩松家は家純流（礼部家）と持国流（京兆家）に分裂した。